# Storozhinéts
Storozhinéts (en ucraniano: Сторожинець, romanizado: Storozhynéts) es una ciudad ucraniana perteneciente al óblast de Chernivtsí. Situada en el oeste del país, es parte del raión de Chernivtsí y centro del municipio (hromada) homónimo.

## Toponimia
En todos los idiomas de importancia local, la ciudad se conoce con el nombre de Storozhinéts (en rumano: Storojineț; en ruso: Сторожинец; en yidis: סטראָזשניץ‎; en alemán: Storozynetz). El nombre de la ciudad proviene de la palabra eslava сторожь (guardián).

## Geografía
Storozhinéts se encuentra en la orilla izquierda del río Siret, 20 km al suroeste de Chernivtsí. La ciudad está en la región histórica de Bucovina.

## Historia
Storozhinéts formaba parte del principado de Moldavia y fue mencionada por primera vez en 1448. Los primeros habitantes fueron un asentamiento de madereros.
En 1774, la región fue anexada al Imperio austríaco, como parte del ducado de Bucovina. Este periodo estuvo marcado por grandes cambios cuando llegaron en masa austriacos y alemanes. Había escuelas con alemán, rumano y ucraniano como idiomas de instrucción.
Desde la segunda mitad del siglo XIX, comenzó un rápido crecimiento demográfico con la llegada a la ciudad de judíos, así como de empresarios húngaros y rumanos, funcionarios legales y bancarios, la mayoría de los cuales eran judíos. En 1854 Storozhinéts recibió el estatus de ciudad. A finales del siglo XIX y principios del XX, la ciudad estaba poblada principalmente por judíos. En 1886 se inauguró la línea ferroviaria Jliboka-Berejomet, con una estación de tren en la ciudad.
En 1903 se abrió una escuela privada en Storozhinéts y el 21 de mayo de 1904, el área alrededor de Storozhinéts se convirtió en kreis. El comercio, la industria, la agricultura, la ciencia, la educación y la cultura se desarrollaron a un ritmo rápido. El 15 y 28 de noviembre de 1918, poco después del final de la Primera Guerra Mundial, el Congreso General de Bucovina decidió la unión de Bucovina con el reino de Rumania. El 18 de diciembre de 1918 se creó el condado de Storozhinéts, con Storojineț como capital. En 1921, el rumano se convirtió en el idioma oficial y el idioma ucraniano dejó de utilizarse en la administración.
En junio de 1940, Storozhinéts fue ocupada por el Ejército Rojo, junto con el norte de Bucovina y Besarabia, tras el pacto Ribbentrop-Mólotov. Después del inicio de la Segunda Guerra Mundial, Storozhinéts fue ocupada por tropas germano-rumanas y desde julio de 1941 hasta marzo de 1944 formó parte del reino de Rumania. Entre 1941 y 1943, gran parte de la población judía fue asesinada o deportada a campos de concentración en la gobernación de Transnistria. Las escuelas de lengua rumana de la ciudad fueron cerradas por las autoridades soviéticas después de la guerra.
El 2 de junio de 1957 comenzó aquí la publicación de un periódico regional en ucraniano y moldavo.
Hasta el 18 de julio de 2020, Storozhinéts sirvió como centro administrativo del raión de Storozhinéts. El raión fue abolido en julio de 2020 como parte de la reforma administrativa de Ucrania, que redujo el número de raiones del óblast de Chernivtsí a tres. El raión de Storozhinéts se fusionó con el raión de Chernivtsí.

## Demografía
La evolución de la población de Storozhinéts entre 1930 y 2022 fue la siguiente:
| 8695                                                          | 8425 | 10 963 | 12 390 | 14 546 | 14 693 | 14 508 | 14 473 | 14 077 |
| (Fuente: Cities & Towns of Ukraine y UKRAINE: Größere Städte) |      |        |        |        |        |        |        |        |

Según el censo de 2001, la lengua materna de la mayoría de los habitantes, el 81%, es el ucraniano; el 11,45%, el rumano; del 6,56%, el ruso.
En el censo de 1930, el 38,98% de los habitantes eran rumanos; el 28,52%, judíos; el 11,69%, polacos; rutenos, el 9,81%; alemanes, el 7,53%; y el 3,08%, rusos. En cuanto a la religión, el 42% de la población eran ortodoxos; el 28,54%, judíos; el 17,66% eran católicos romanos y el 8,97%, católicos bizantinos.

## Infraestructura

### Arquitectura, monumentos y lugares de interés
La ciudad de Storozhinéts es uno de los lugares más grandes y bellos del óblast de Chernivtsí, siendo considerada una ciudad jardín.

### Transporte
La autopista P62 conecta Storozhinéts con Chernivtsí.

## Personas ilustres
- Viorica Viscopoleanu (1939): atleta rumana retirada, campeona olímpica de salto de longitud en 1968 y plusmarquista mundial desde 1968 a 1970.

## Galería

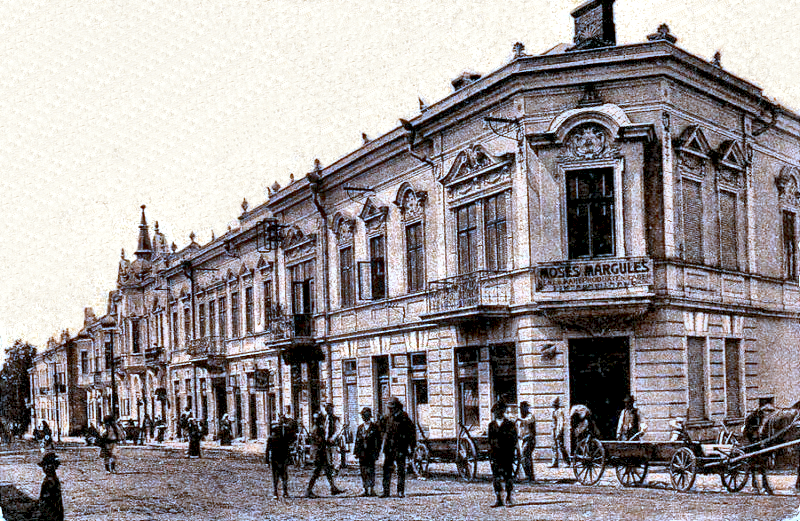
Calle Budenita en 1900
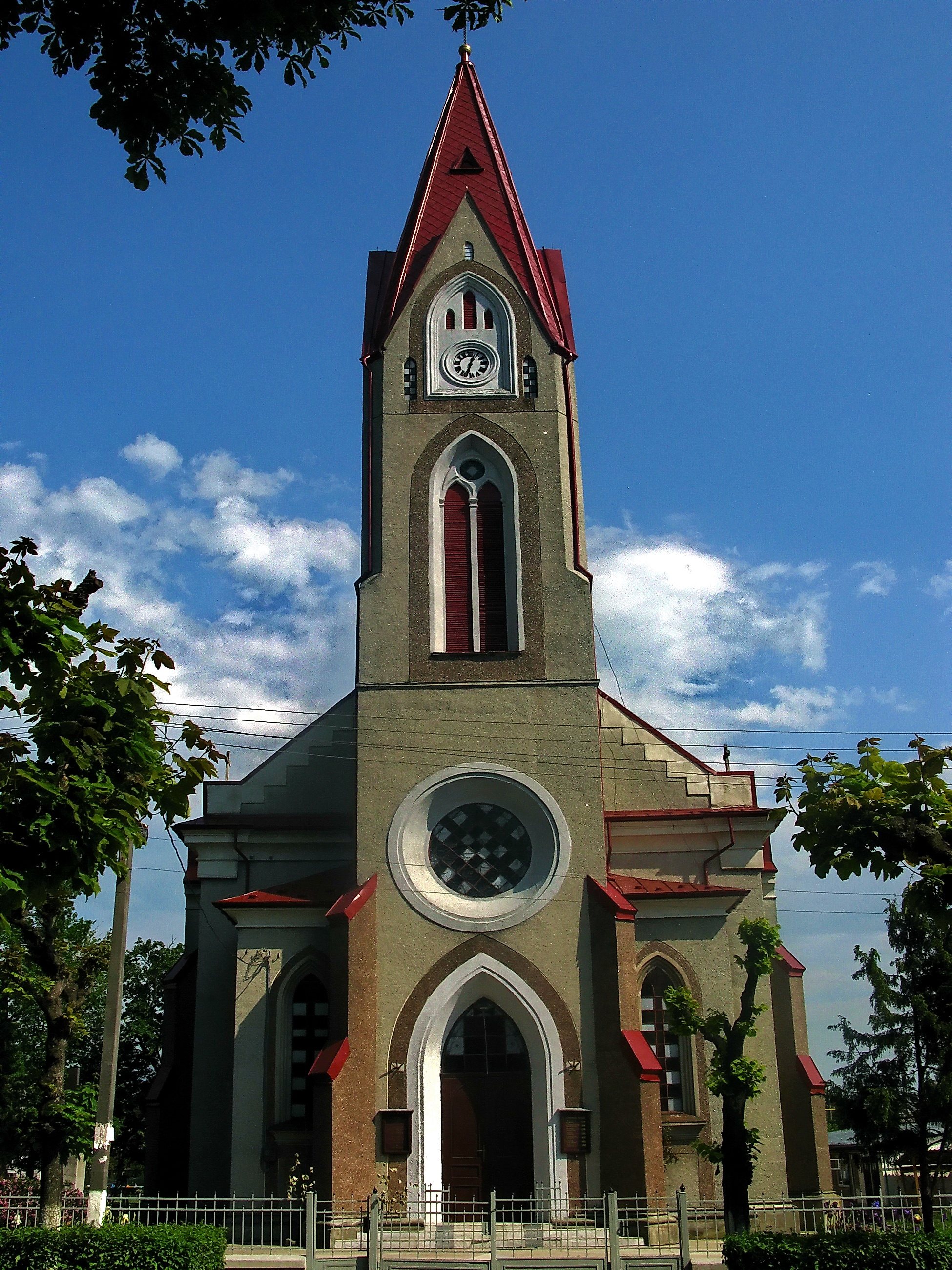
Iglesia católica de Santa Ana
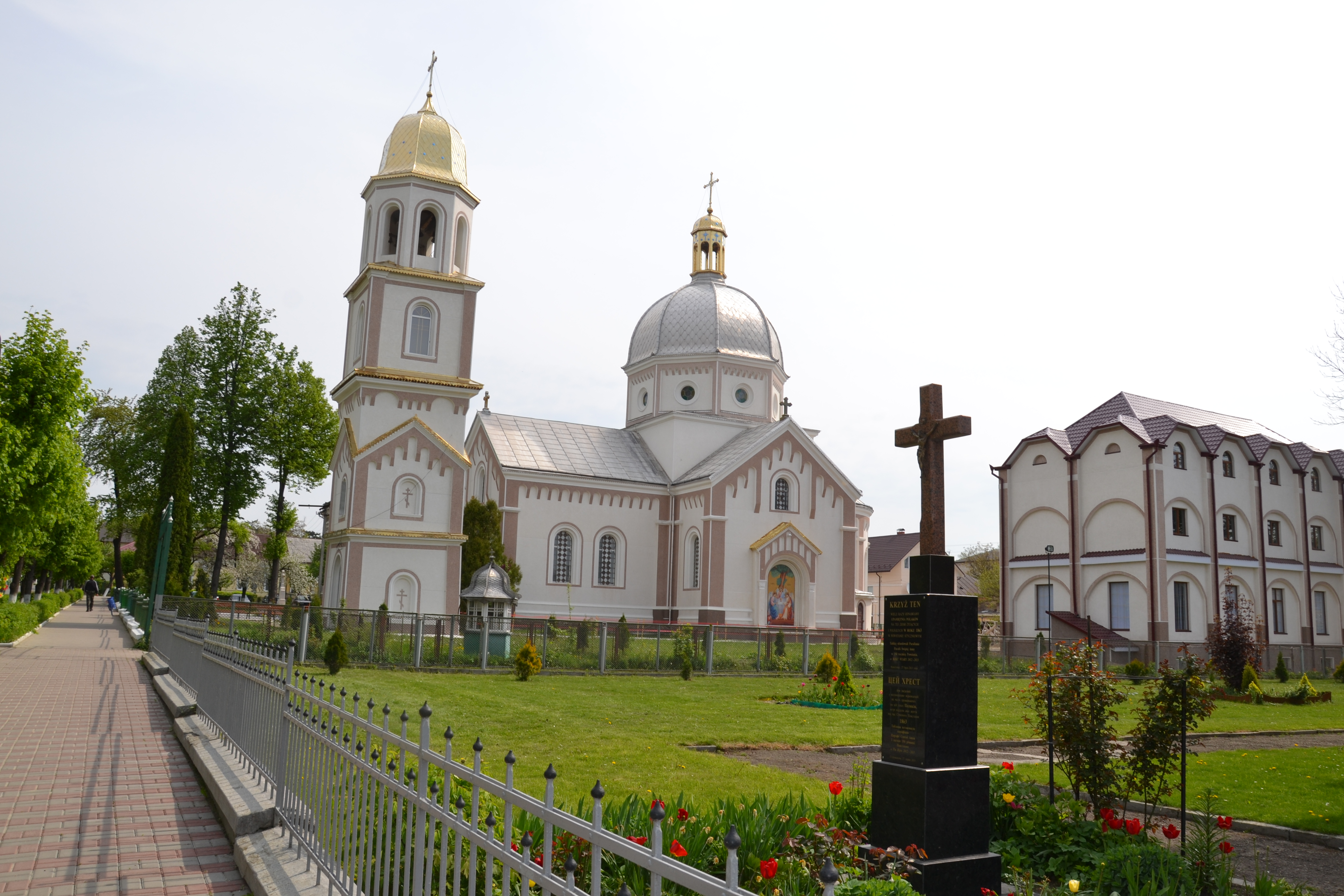
Iglesia ortodoxa de San Jorge
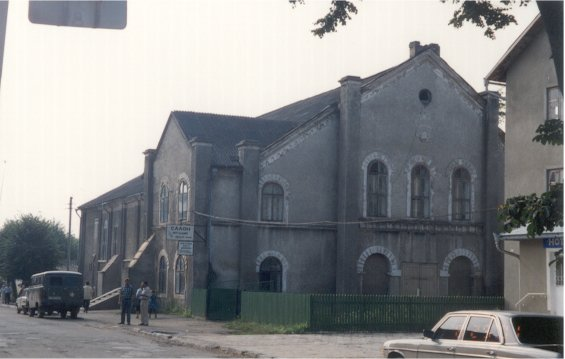
Sinagoga de Storozhinéts
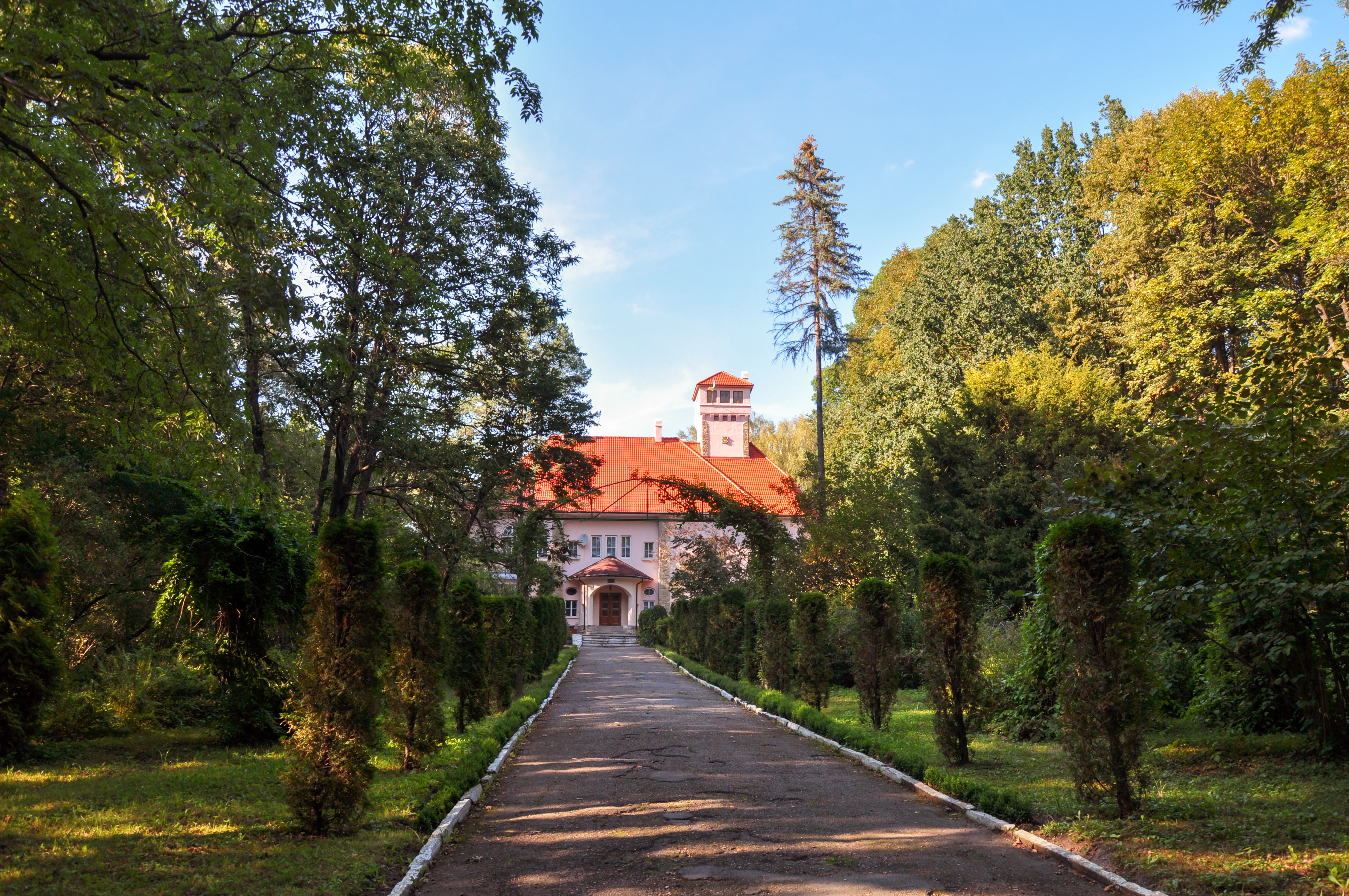
Parque de Storozhinéts